# Crowder, Oklahoma
Crowder är en ort i Pittsburg County i delstaten Oklahoma, USA.